# Zeit (альбом Tangerine Dream)
Zeit (с нем. — «Время») — третий студийный альбом немецкой группы электронной музыки Tangerine Dream. Это первый двойной LP группы, и первый релиз с участием Петера Баумана.

## Характеристика
Стиль альбома более медленный и атмосферический по сравнению с предыдущими альбомами группы. Его гудящая музыка ближе первому сольному альбому бывшего члена Tangerine Dream Клауса Шульце Irrlicht (который был выпущен в том же месяце). Оба происходят из одной общей идеи, о которой Шульце и Фрёзе в своё время не смогли договориться и разошлись.
«Zeit, что значит 'время', основан на философии, что время в действительности не движется и существует только в наших головах… Без сомнения, Zeit — это мастерская работа краутрока, способная на сюрпризы, но без шока. Альбом, который привел группу на грань международного признания, и сегодня, 30 лет спустя звучит вне времени» (из текста на обложке переиздания альбома 2002 года).
Наиболее чистое выражение космической музыки Tangerine Dream, этот двойной альбом без усилий чередует приливы и отливы от одного звукового скопления до следующего. Практически классическая по композиции, музыка структурирована таким образом, чтобы развертываться секциями, где одна тема буквально тает в следующей, а общая текстура электроники тёплая и мерцающая.
Альбом состоит из четырёх протяжных, гудящих, темных, минималистских звуковых пейзажей без видимой эволюции или развития. Можно сказать, мало что происходит на протяжении этого двойного альбома. Но если отбросить ожидания сиквенсерной электроники в духе Phaedra, то можно насладиться эмбиент-фантасмагорией, предвосхищающей творчество Брайана Ино.
Флориан Фрике из мюнхенской группы Popol Vuh играет на синтезаторе Муга, кроме того, на первом треке играет также квартет виолончелистов.
Обложка альбома изображает солнечное затмение.

## Список композиций
1. «Birth of Liquid Plejades» 19:54
2. «Nebulous Dawn» 17:56
3. «Origin of Supernatural Probabilities» 19:34
4. «Zeit» 16:58

## Музыканты
- Эдгар Фрёзе — звуковые генераторы, гитара
- Петер Бауман — клавишные, вибрафон, синтезатор VCS3
- Кристофер Франке — клавишные, тарелки, синтезатор VCS3

Приглашенные музыканты
- Флориан Фрике — синтезатор Муга на «Birth of Liquid Plejades»
- Стив Шройдер — орган на «Birth of Liquid Plejades»
- Кёльнский квартет виолончелистов — на «Birth of Liquid Plejades»